# Abd al-Qader al-Husseini

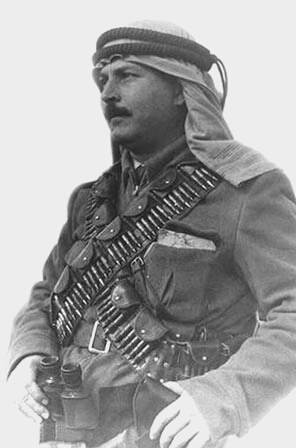
Al-Husseini

Abd al-Qadir al-Husseini (Istambul, 1908 -  8 de abril de 1948) foi um importante guerrilheiro, defensor da causa palestina e da luta contra o imperialismo britânico na Palestina e em países da região.
Era filho do líder palestino Musa al-Husseini e sua esposa Zakiyya. Casou-se com Wajiha, com quem teve uma filha, Haifa, e três filhos: Musa, Faisal e Ghazi.

## Escolaridade
Husseini frequentou a escola Rawdat al-Ma‘arif al-Wataniyya e o Colégio Zion, em Jerusalém, onde recebeu seu certificado de secundarista em 1927.
Ingressou na faculdade de Ciências, na Universidade Americana do Cairo, para estudar Matemática. Na universidade, frequentou assiduamente o escritório do jornal Shura, publicado por Muhammad Ali al-Tahir, chegando a contribuir com alguns artigos. Em sua cerimônia da graduação na universidade, em 1932, ele ter-se-ia manifestado diante do público, acusando a Universidade de ser um instrumento do imperialismo e, por isso, foi prontamente expulso do Egito.

## Carreira
No início de 1933, Husseini retornou a Jerusalém para trabalhar no departamento de assentamentos do Mandato Britânico da Palestina. Paralelamente, no mesmo período, contribuiu com artigos para o jornal al-Jami‘a al-Islamiyya, em Jafa. Quando o Partido Árabe-Palestino, ao qual se havia recentemente filiado, publicou o jornal Liwa', ele passou a fazer parte do conselho editorial do veículo.

## Atuação política e militar
Em 1935, Husseini pede exoneração de seu cargo oficial para dedicar-se integralmente à militância nacionalista. Assume o comando da sede do Partido Árabe-Palestino em Jerusalém e, junto com outros jovens nacionalistas, começa a preparar uma revolta armada, que caminharia para a Grande Rebelião Árabe de abril de 1936.
Husseini foi um dos fundadores da Munathamat al-Jihad al-Muqaddas (Organização para a Guerra Santa), no distrito de Jerusalém. Lutou ao lado do guerrilheiro sírio Sa‘id al-‘As, enquanto este estava na Palestina juntamente com um grupo de seguidores.
Em outubro de 1936, Husseini foi preso pelo Exército Britânico ao ser ferido na batalha de al-Khudr, no distrito de Bethlem (batalha em que Sa‘id al-‘As foi morto). Foi aprisionado e levado ao Hospital Militar de Jerusalém, porém conseguiu escapar do jugo britânico e fugir para Damasco, onde realizou o tratamento médico de que necessitava.
Retornou secretamente à Palestina em 1938, em meio à escalada revolucionária. Em outubro do mesmo ano, foi gravemente ferido em uma batalha entre os guerrilheiros da Palestina e as forças armadas britânicas, tendo de ser conduzido secretamente a Hebron para tratamento médico. Devido à constante perseguição das forças britânicas de segurança, Husseini mudou-se primeiramente para o Líbano e depois para o Iraque, onde participou de uma sessão de treinamento especial para oficiais da reserva em Bagdá, graduando-se oficial seis meses depois. Passou então a ensinar matemática na Academia Militar na Escola Intermediária Tafayyud, em Bagdá.
Em abril de 1941, participou da revolta dos oficiais nacionalistas iraquianos liderados pelo primeiro-ministro Rashid Ali al-Kailani contra as forças britânicas. Após o fracasso da revolta, em julho daquele ano, Husseini foi preso e exilado na cidade de Zakhu, na fronteira com a Turquia.
Quando Fakhri al-Nashashibi, figura política palestina (e oponente da revolta iraquiana), foi assassinado em Bagdá, Husseini foi levado para interrogatório e preso no campo de detenção de al-'Amara. O governo iraquiano o libertou no final de 1943.
No início de 1946, Husseini e sua família mudaram-se para o Cairo. O governo egípcio estava determinado a expulsá-lo mas cedeu à pressão dos nacionalistas egípcios. No Egito, Husseini organizou operações para comprar armas que sobraram no deserto ocidental, onde batalhas massivas ocorreram durante a guerra, e trabalhou para contrabandeá-las para as regiões do sul da Palestina, por meio de al-'Arish, e para o norte da Palestina, por meio do porto libanês de Sidon.
Em dezembro de 1947, Husseini voltou para a Palestina, pela fronteira egípcia. Quando o Alto Comitê Árabe anunciou a jihad, após a Resolução da ONU sobre a Partição da Palestina, Husseini reformou o Exército da Guerra Santa (Jaysh al-jihad al-muqaddas) e foi escolhido para comandá-lo. Sob seu comando, essas forças alcançaram uma série de vitórias significativas contra as forças sionistas em Jerusalém e nos assentamentos próximos, bem como ao longo das vias que levavam a eles. A unidade de explosivos dessas forças realizou uma série de operações importantes, a mais notável das quais foi a explosão do prédio da Agência Judaica em Jerusalém, o centro da atividade sionista na cidade.

## Última batalha e morte
No final de março de 1948, Husseini viajou a Damasco para entrar em contato com o Comitê Militar da Liga Árabe, encarregado dos combates na Palestina. Ele pretendia que o comitê lhe fornecesse armas iguais às que os sionistas possuíam para defender Jerusalém. Enquanto estava na capital síria, ouviu a notícia de que um grande ataque sionista havia sido lançado contra Jerusalém; os atacantes haviam ocupado a aldeia de Al-Qastal, uma posição altamente estratégica, com vista para a estrada principal entre Jerusalém e Jafa. Husseini voltou de Damasco profundamente decepcionado, tendo falhado em sua missão diante do Comitê Militar, e dirigiu-se diretamente ao campo, onde liderou um contra-ataque desesperado para recuperar a aldeia de Al-Qastal. Foi morto em batalha, no dia 8 de abril de 1948.
Em sua homenagem, o Alto Comitê Árabe se referiu a ele como "um grande e heróico comandante que liderou corajosamente as batalhas da Jihad, em defesa da Palestina, desde o ano de 1936”. Jornais de todo o mundo árabe o elogiaram, enquanto o público judeu comemorava sua morte. Seu funeral foi assistido por uma grande multidão. Abd al-Qadir al-Husseini foi sepultado nas proximidades do Nobre Santuário (Haram al-Sharif), em Jerusalém, ao lado de seu pai Musa Kazim.